# Литотриптер
Литотриптер е средство и начин на терапия, който се използва в съвременната медицината при сърдечните стимулатори, имплантираните дефибрилатори и разбиването на камъните в пикочно-отделителната система. Той представлява електромагнитен и електропроводим филтър от типа IEM, който позволява електромагнитна съвместимост на електронно устройство посредством намаляване на една или няколко специфични честоти.
При камъни в бъбреците се използва екстракорпорална литотрипсия, която е високоефективен метод за лечение на камъни с големина до 2 см. Процедурата е неинвазивна и се осъществява с помощта на ударни вълни. 70 – 80% от пациентите с бъбречно-каменна болест са подходящи за литотрипсия.